# Leptochidium albociliatum (svamp)
Leptochidium albociliatum är en lavart som först beskrevs av Jean Baptiste Desmazières, och fick sitt nu gällande namn av M. Choisy. Leptochidium albociliatum (svamp) ingår i släktet Leptochidium och familjen Massalongiaceae.   Inga underarter finns listade i Catalogue of Life.